# بيئة إسكتلندا

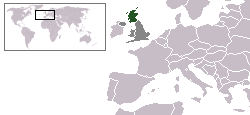

بيئة اسكتلندا (بالإنجليزية: Environment of Scotland) اسكتلندا تحتل الجزء الشمالي من المملكة المتحدة. المناظر الطبيعية بها متنوعة. بدءًا من المناطق الجبلية الوعرة إلى الأراضي المسطحة الخصبة الصالحة للزراعة مع العديد من الأنهار والبحيرات.

## الكائنات الحية في اسكتلندا
النباتات في اسكتلندا تكون نموذجية في الجزء الأوروبي الشمالي. والمناطق البارزة للحيوانات في اسكتلندا هي المناطق الشمالية مثل غابات كاليدونيا، ومستنقعات هيذر ومناطق ماتشيرز الساحلية. وقد كانت الغابة سابقًا تُغطي تقريبًا كل اسكتلندا ولكن الآن لم يبقَ سوى 1٪ من الغابات والتي لا تزال في 35 منطقة معزولة.
تدعم بيئة اسكتلندا 62 نوعًا من الثدييات البرية، بما في ذلك القطط البرية. وبحار اسكتلندا هي من بين الأكثر إنتاجية من الناحية الأحيائية في العالم حيث تقدر بـ40000 نوعًا على الأقل والذين يعيشون في المياه الاسكتلندية. و14000 أنواع من الحشرات تسكن اسكتلندا، بما فيها الأنواع النادرة. وقد كانت الثدييات الكبيرة تقطن في اسكتلندا ولكنها انقرضت في الأزمنة التاريخية.

## المناخ
يصنف مناخ اسكتلندا كمعتدل مائل للتقلب. وعند هبوب تيار الخليج يشكل هواءً دافئًا بالنسبة لاسكتلندا
وبسبب وجود اسكتلندا في القسم الشمالي لبريطانيا فدرجات الحرارة أدنى مما هي عليه في بقية المملكة المتحدة. ومتوسط درجات الحرارة العظمى في اسكتلندا هي من 5.0° إلى 5.7° درجة مئوية في فصل الشتاء ومن °20 إلى °25 درجة مئوية في الصيف. وقد كانت أبرد درجة حرارة للمملكة المتحدة هي 27.2° درجة مئوية في برايمار في جبال جرامبيان في 10 كانون الثاني 1982، وعلى مرتفعات التنهارا أيضًا يوم 30 ديسمبر 1985. وكانت أعلى درجة حرارة في اسكتلندا هي °32.9 درجة مئوية حيث سُجلت في غريكوك عند الحدود الاسكتلندية يوم 9 أغسطس 2003.
هطول الأمطار يختلف على نطاق واسع في جميع أنحاء اسكتلندا. فالمرتفعات الغربية لاسكتلندا هي واحدة من أكثر الأماكن بللًا في أوروبا مع هطول الأمطار السنوي يصل إلى 4577mm. وهذا النوع من هطول الأمطار يكون في الجبال.

## الجغرافيا
تقع اسكتلندا في شمال غرب أوروبا وتضم الثلث الشمالي من جزيرة بريطانيا. وتحيط باسكتلندا الجزر.
والحدود البرية الوحيدة لاسكتلندا هي مع إنجلترا. وتقع على بُعد 96 كيلومترًا (60 ميل)، وتبعد جزيرة آيرلندا عن اسكتلندا بـ30 كيلومترًا (19 ميل) من طرف الجنوب الغربي من البر الإسكتلندي الرئيس. وتقع النرويج على بُعد 305 كيلومترًا (190 ميل) إلى الشمال الشرقي من اسكتلندا عبر بحر الشمال.